# Yuri Arbatsky

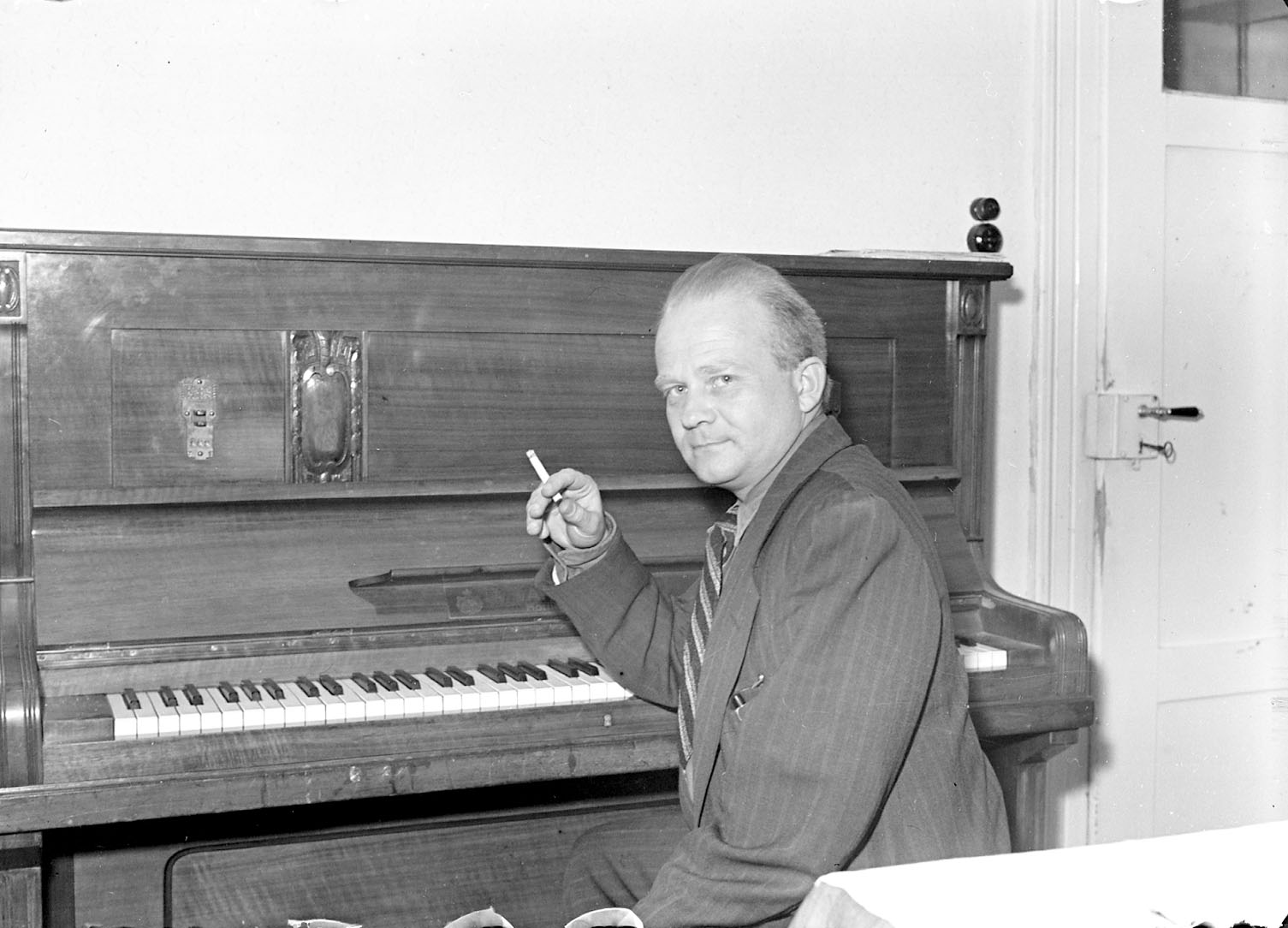
Yuri Arbatsky (etwa 1950)

Yuri Arbatsky (russisch Юрий Иванович Арбатский; * 15. April 1911 in Moskau; † 3. September 1963 in New Hartford) war ein staatenloser Komponist und Folklorist.

## Leben
Arbatsky war der Sohn eines zaristischen Hofrates und Hochschulprofessors, Angehöriger des Mari-Volkes, der mit seiner Familie nach der russischen Revolution über Prag nach Deutschland in die Emigration ging. Arbatsky ging nach Berlin und dann nach Dresden, wo er bei Rachmaninoff den Grundstein seiner musikalischen Ausbildung legte. Rachmaninoff ermöglichte es dem 19-Jährigen, nach seinem Abitur ein Musik-Studium am Konservatorium Leipzig zu beginnen. Gleichzeitig absolvierte Arbatsky ein Medizinstudium, das er 1933 mit dem Doktortitel abschloss, sowie ein Theologiestudium.
Anschließend ging Arbatsky als Volksmusikforscher nach Jugoslawien. Bis 1935 arbeitete er als Chorleiter, ging dann nach Belgrad als Domorganist und Erzdiakon. 1938 bis 1942 wirkte er als Leiter des Rundfunkchores. 1942 berief man ihn nach Prag, wo er als wissenschaftlicher Assistent an der heutigen Karl-Ferdinands-Universität wirkte. 1944 erwarb er den akademischen Grad eines Dr. phil. Seine Dissertation Das Mazedonische Tupanspiel wurde in Deutschland verboten. Ins Englische übersetzt wurde sie 1953 unter dem Titel Beating the Tupan in the Central Balkans von der Newberry Library in Chicago veröffentlicht. Sie basiert auf einer dreijährigen Ausbildung an der Zylindertrommel Tupan durch einen albanischen Volksmusiker.
Nach dem Zweiten Weltkrieg lebte Arbatsky mehrere Jahre in Regensburg und bereiste als Pianist und Gastdozent Westeuropa und die USA, wo er von 1950 bis 1953 als Kirchenmusiker in Chicago ansässig war. Danach erhielt er den Auftrag der Newberry Library, gefolgt von der Solomon R. Guggenheim Foundation, seine auf dem Balkan betriebenen folkloristischen Forschungsarbeiten zur Veröffentlichung vorzubereiten.
1957 wurde Arbatsky amerikanischer Staatsbürger. Er begann, sich mit russischer Heilkunde zu beschäftigen. 1961 bis 1963 war er Associate Professor für Slawistik an der Syracuse University. Arbatsky beherrschte 18 Sprachen und galt als Sprachgenie. Im Alter von 52 Jahren erlag er einem Herzschlag.

## Werke
- Orgelchoräle (EKG 176, 320, 383)
- Duette für Flöte und Klarinette
- Leiturgia für Orgel
- Maoz Cur für Klavier op. 1
- Partita über „Jesus, meine Zuversicht“ für Orgel
- Passacaglia für Orgel
- The 92nd Psalm für Chor und Orgel
- Regensburger Sonate
- Sonate für Oboe solo
- Sonate für Oboe und Klarinette
- Sonata für Oboe, Fagott und Violoncello
- Sonata für Orgel
- Sonate für Violoncello solo
- Suite für Klavier
- Sursum Corda für Orgel
- The Berlin Symphony für Orgel und Streicher
- Triosonate „Nun bitten wir den heiligen Geist“
- Variations on a Fragment of Hebrew Polyphony für Harpsichord oder Klavier
- Vorspiele zu amerikanischen Hymnen